# NGC 1456
NGC 1456 — двойная звезда в созвездии Телец.
Этот объект входит в число перечисленных в оригинальной редакции «Нового общего каталога».